# Klaus Herdepe
Klaus Herdepe (* 20. Mai 1965 in Solingen) ist ein deutscher Historiker, Autor und Herausgeber mehrerer geschichtswissenschaftlicher Werke.
Herdepe wurde in der bergischen Großstadt Solingen geboren und wuchs dort die ersten Lebensjahre auf, bevor er nach Wuppertal zog. Seine Studien der Geschichtswissenschaft, Kunstgeschichte und Politikwissenschaft an den Universitäten Köln und Dortmund schloss er 1998 mit seiner Dissertation Die Preußische Verfassungsfrage 1848 ab, deren überarbeitete Fassung 2002 als Buch erschien.
Herpede war bis Mai 2011 Schriftführer des Bergischen Geschichtsvereins, des größten deutschen regionalen Geschichtsvereins, und war zeitweise Herausgeber der Zeitschrift des Bergischen Geschichtsvereins.

## Schriften
- Zeitschrift des Bergischen Geschichtsvereins. Band 99, 1999–2001. Herausgegeben von Klaus Herdepe, Jürgen Stohlmann und Ralf Stremmel, Neustadt/a.d. Aisch 2003.
- Klaus Herdepe: Die preußische Verfassungsfrage 1848. Neuried 2002, ISBN 3-936117-22-5.
- Klaus Herdepe: Heinrich Kamp. In: Bergisch-märkische Unternehmer der Frühindustrialisierung. Hrsg. von Ralf Stremmel, Münster 2004, S. 299–318.
- Zeitschrift des Bergischen Geschichtsvereins. Band 100. Herausgegeben von Jörg Engelbrecht, Klaus Herdepe, Jürgen Stohlmann, Neustadt/a.d.Aisch 2006.
- Stefan Ehrenpreis, Klaus Herdepe: Der Dreißigjährige Krieg im Herzogtum Berg und in seinen Nachbarregionen. Schmidt, Neustadt an der Aisch 2002, ISBN 3-87707-581-9.
- Franz Gruß, Klaus Herdepe: Geschichte des Bergischen Landes. Neu bearbeitet von Klaus Herdepe, Overath 2007, ISBN 978-3-936405-06-4.
- Klaus Herdepe: Landesgeschichte und Denkmalschutz im Internet. In: Rheinische Heimatpflege. Nr. 4, 2003, S. 101–117.